# Amyema nickrentii
Amyema nickrentii är en tvåhjärtbladig växtart som beskrevs av Barcelona & Pelser. Amyema nickrentii ingår i släktet Amyema och familjen Loranthaceae. Inga underarter finns listade i Catalogue of Life.